# 木本宗元
木本 宗元（きのもと むねもと、生没年不詳）は、南北朝時代の武士。紀伊国在田郡（現在の和歌山県有田郡）湯浅の湯浅党の一族で、木本姓は東大寺が紀伊国に所有した荘園の木本荘を本拠としたことによる。湯浅宗元とも名乗った。

## 生涯
建武元年（1334年）の建武の新政で鎌倉幕府討伐による功で後醍醐天皇から和泉国熊取荘（現在の熊取町）の地頭職を与えられたという。

## 参考資料
- 『太平記』